# Лихоманова, Мария Дмитриевна
Мария Дмитриевна Лихоманова (11 октября 1987) — российская тхэквондистка, призёр чемпионата России.

## Биография
В 1999 году в Москве она стала серебряным призёром II Всероссийских юношеских игр, три раза становилась победителем на юношеских первенствах России. В феврале 2003 года в Афинах завоевала серебряную медаль первенства Европы среди юниоров. Летом 2004 года на чемпионате мира среди юниоров в южнокорейском городе Сунчхон дошла до 1/8 финала. В августе 2005 года принимала участие на Универсиаде в Измире. Является воспитанницей ГЦБИ при министерстве спорта Республики Дагестан, тренировалась под руководством М. А. Абдуллаева и М. Д. Лихоманова . В августе 2008 года в Махачкале стала чемпионкой Дагестана. В сентябре 2008 года в Ульяновске стала бронзовым призёром чемпионата России. В июне 2009 года в Баку на командном Кубке мира в составе сборной России стала обладателем серебряной медали.

## Достижения
- Чемпионат Европы по тхэквондо среди юниоров 2003 — ;
- Чемпионат России по тхэквондо 2008 — ;
- Командный Кубок мира по тхэквондо 2009 — ;